# 선반입
선반입(prefetching)은 CPU가 앞으로 수행될 명령어를 메모리에서 미리 인출하여 CPU 내부의 큐에 넣어 둠으로써 수행속도를 향상시키는 기법이다. 즉, 명령이나 데이터가 실제로 필요하기 전에 느린 메모리에 있는 원래 저장소에서 더 빠른 로컬 메모리로 명령이나 데이터를 가져와서 실행 성능을 높이기 위해 컴퓨터 프로세서에서 사용하는 기술이다(따라서 '프리페치'라는 용어가 사용됨). 대부분의 최신 컴퓨터 프로세서에는 필요할 때까지 미리 가져온 데이터가 보관되는 빠른 로컬 캐시 메모리가 있다. 프리페치 작업의 소스는 일반적으로 주 메모리이다. 설계로 인해 캐시 메모리에 액세스하는 것은 일반적으로 주 메모리에 액세스하는 것보다 훨씬 빠르므로 데이터를 미리 가져온 다음 캐시에서 액세스하는 것이 일반적으로 주 메모리에서 직접 액세스하는 것보다 훨씬 빠르다. 비차단 캐시 제어 명령어를 사용하여 프리페칭을 수행할 수 있다.